# Martina Franca
Martina Franca, eller enbart Martina, är en stad och kommun i provinsen Taranto i Apulien i södra Italien. Staden grundades år 1300.
Martina Franca är den näst mest befolkade staden i provinsen efter Taranto. Staden hade 49 118 invånare år 2016.
I Martina Franca finns en rad rokokobyggnader med eleganta balkonger. Ett exempel är Palazzo Mattolese med fasadens karakteristiska rocaillemotiv.

## Viktiga sevärdheter
Den gamla delen av staden är mycket välbevarad. Den är omgiven av murar med portar från barocken. Portarna leder till torg och smala gator. Piazza Roma är det största torget i den gamla stadsdelen. Vid torget ligger Palazzo Ducale från 1800-talet.
Sedan 1975 har staden varit värd för en årlig operafestival på sommaren, Festival della Valle d'Itria.

## Bilder

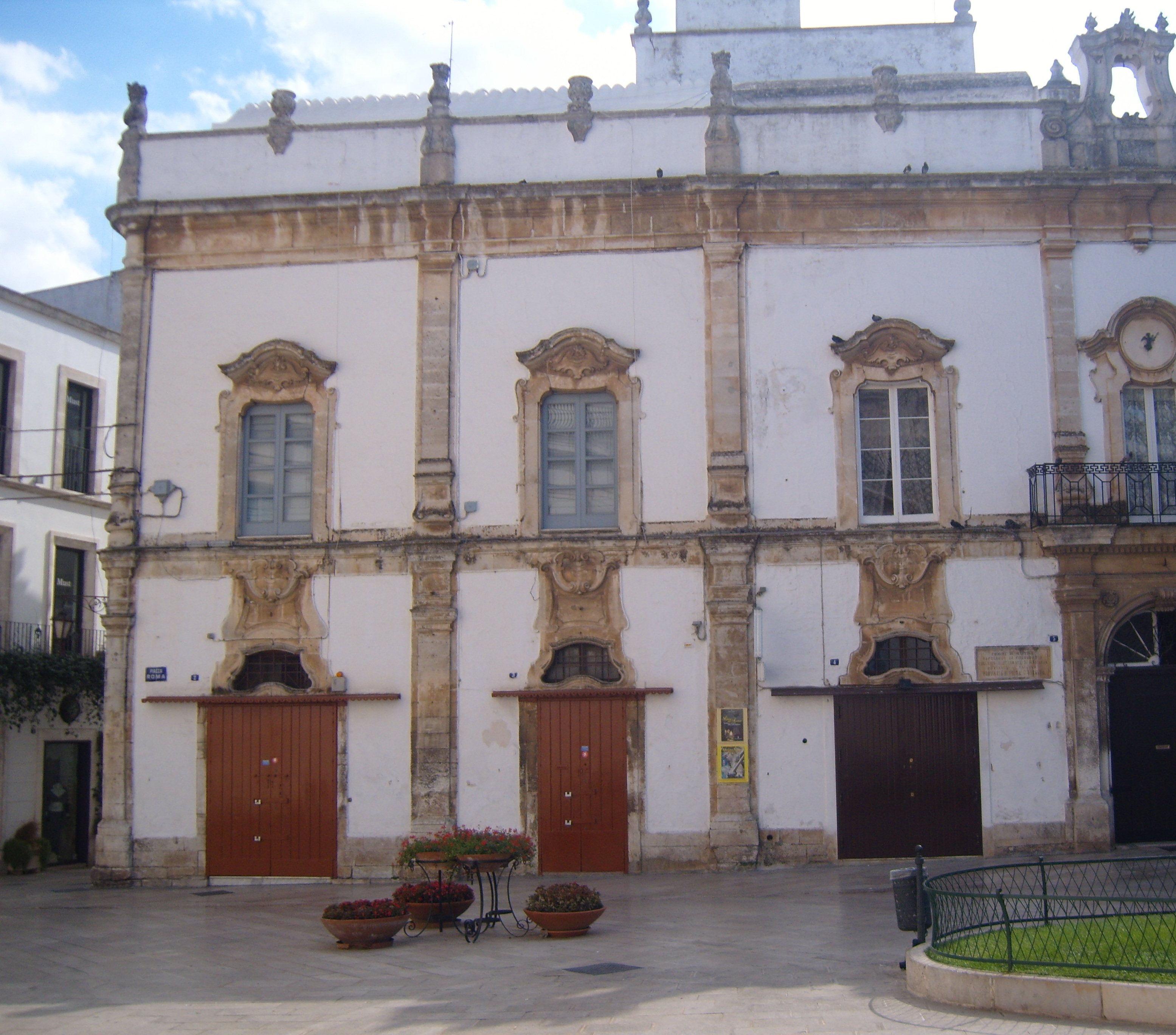
Palazzo Martucci vid Piazza Roma.
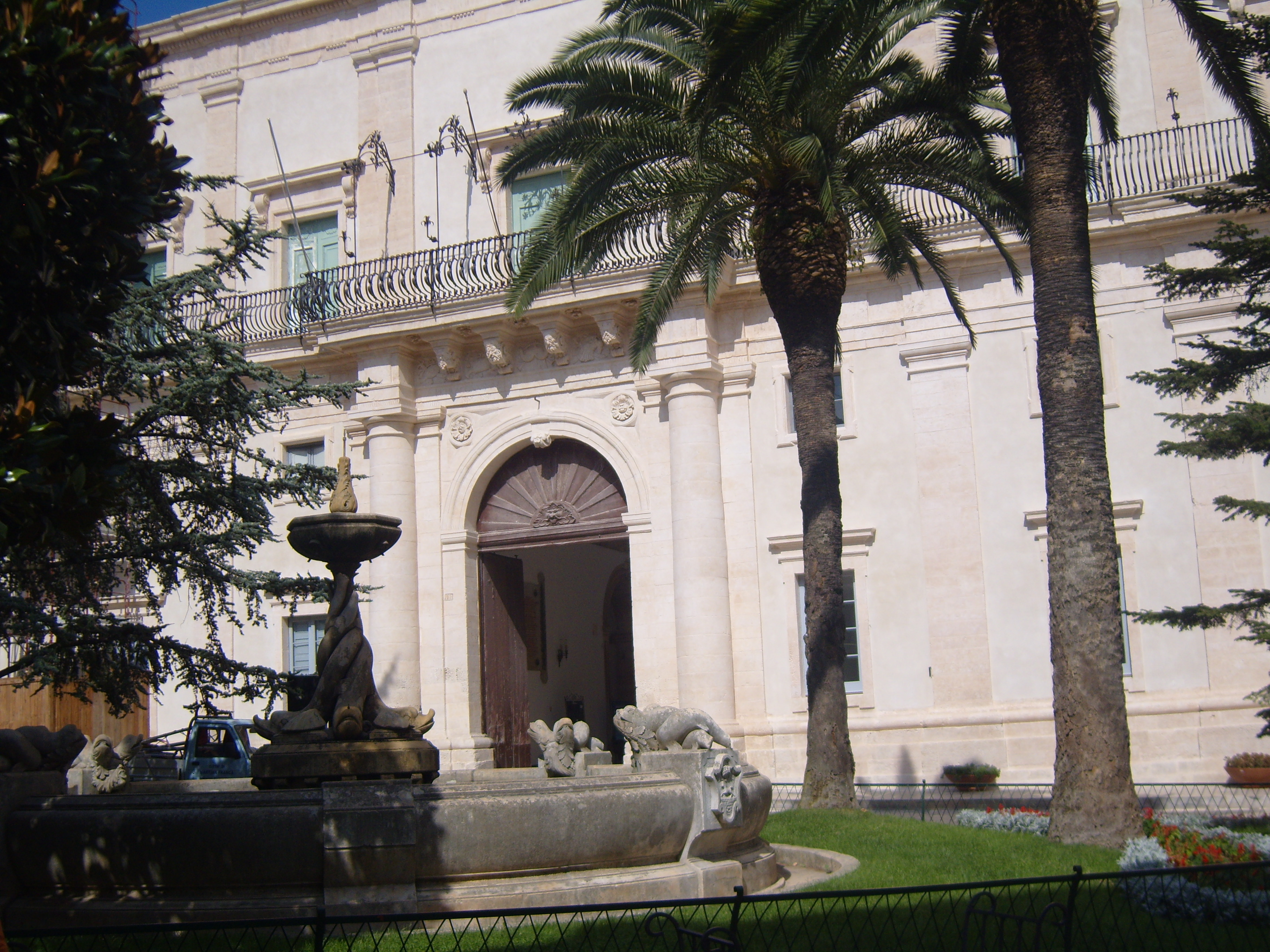
Palazzo Ducale vid Piazza Roma.
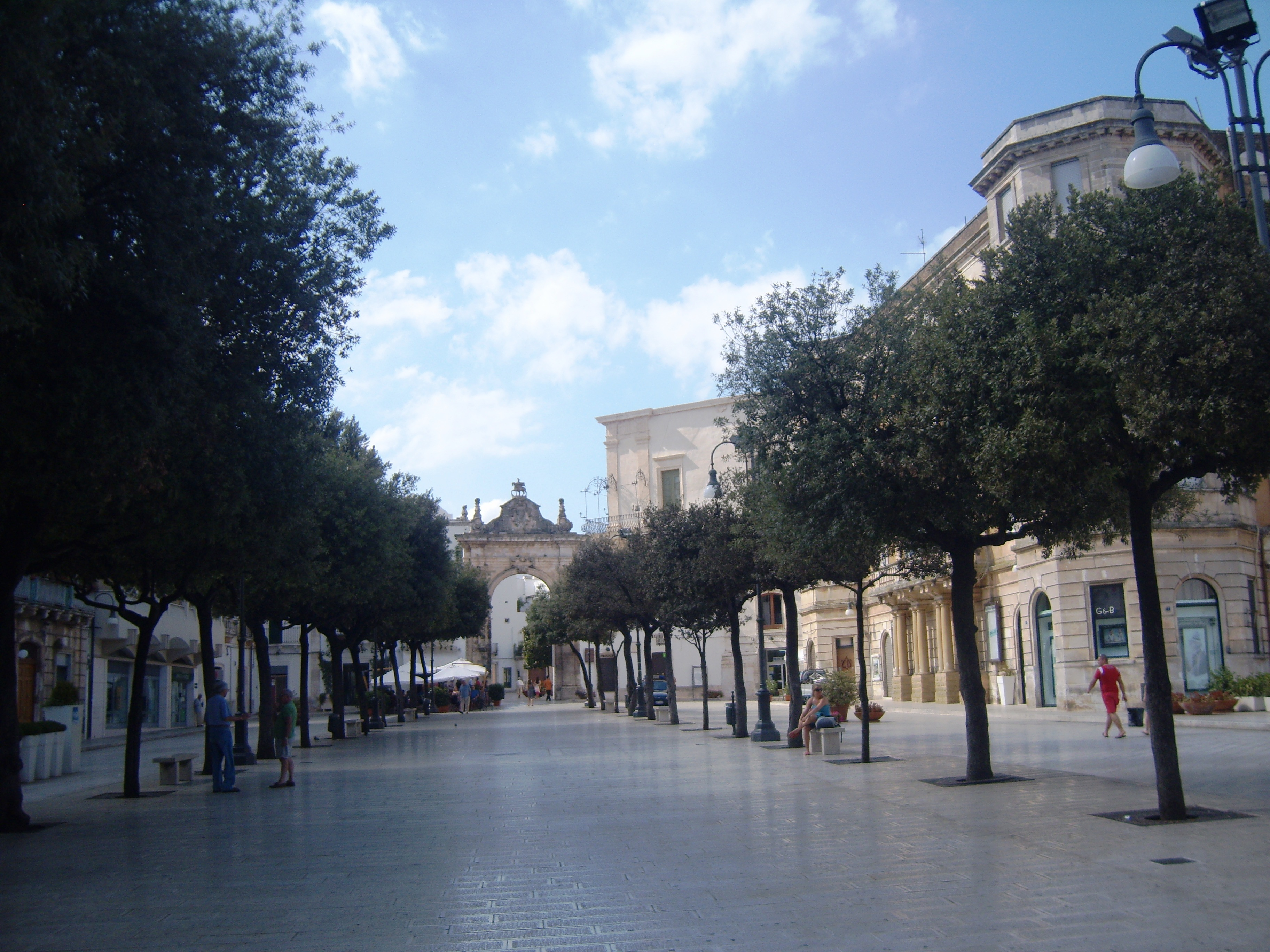
Piazza XX Settembre.
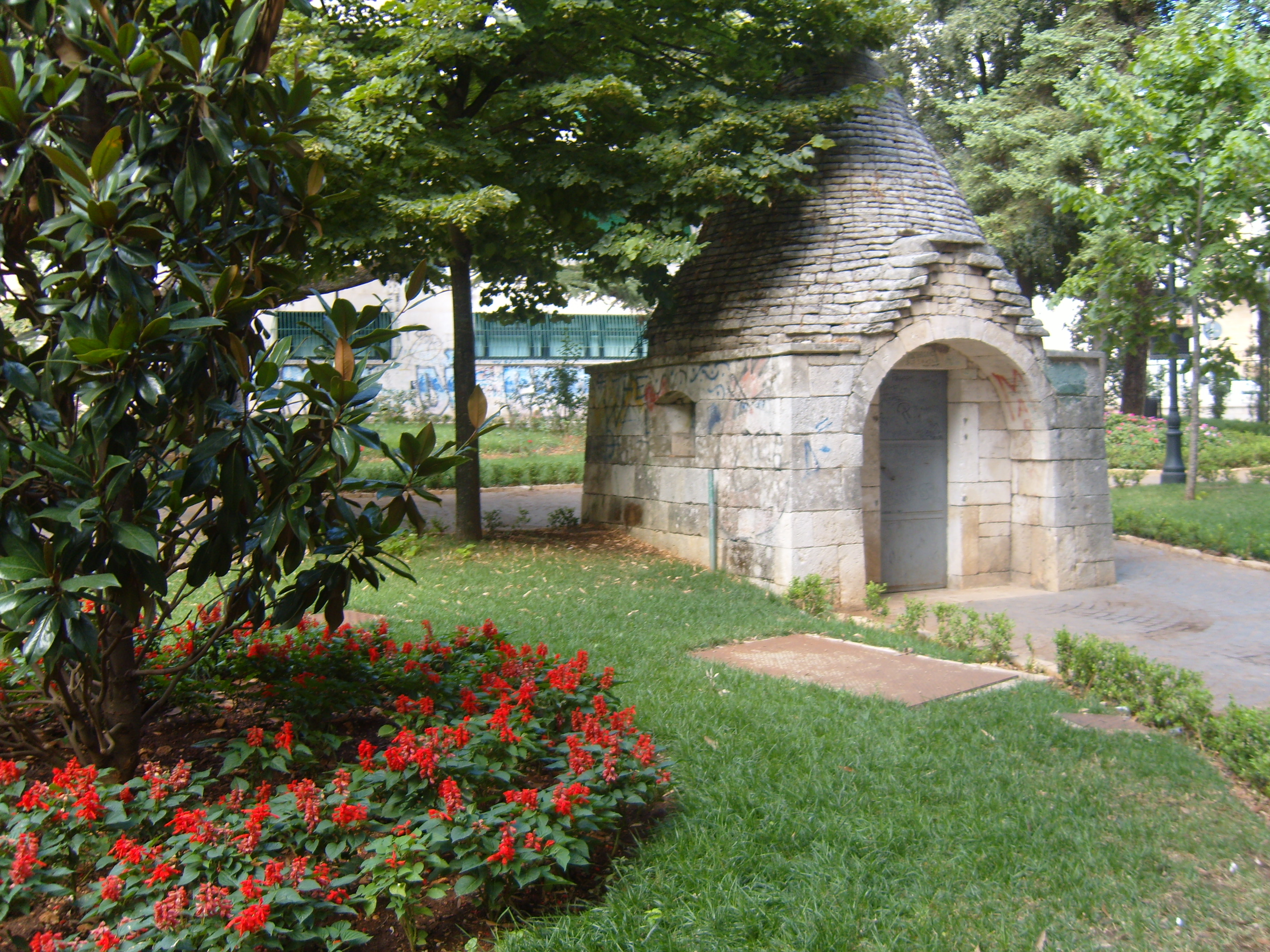
En trullo i stadsparken.